# Taryn Thomas
Pour les articles homonymes, voir Thomas.
Taryn Thomas (née le 27 mai 1983 dans le New Jersey) est une actrice de films pornographiques américaine.

## Biographie
Née au New Jersey, elle emménage à l'âge de 12 ans dans la région de Phoenix, Arizona. À 18 ans, Taryn commence avec le site érotique "Lightspeed Media Corporation" et joue dans une vingtaine de films soft. Elle a fait des études de cosmétique et de pharmaceutique.
Elle part en Californie et joue dans des films hard (Anal, Gang bang, Gonzo, lesbienne...) comme "12 On One 2" (2004) avec Penny Flame, Sandra Romain & Melissa Lauren.
En 2006 elle gagne un F.A.M.E. Awards et participe au concours "Pornstar Beauty Pageant" dans l'émission "Howard Stern Show" avec Taylor Wane & Carmen Luvana.
En 2005 elle joue avec Jessica Drake & Stormy Daniels dans "Camp Cuddly Pines Powertool Massacre" (Wicked Pictures) une parodie de Massacre à la tronçonneuse & Vendredi 13.

## Récompenses et nominations
- 2006 : F.A.M.E. Awards, Dirtiest Girl in Porn
- 2006 : AVN Award nommée pour Best New Starlet Award
- 2006 : Night Moves Best New Starlet Editors Choice

## Filmographie sélective
- 12 On One 2 (2004)
- Belladonna: No Warning (2005)
- Camp Cuddly Pines Power Tool Massacre (2005)
- Naughty College School Girls 38 (2005)
- Fuck Dolls 5 (2005)
- Double Parked 14 (2005)
- Double Dippin (II)(2005)
- Four on the Whore 2 (2006)
- Gangbang Auditions 19 (2006)
- House of Ass 4 (2006)
- Lord of Asses 9 (2007)